# Храм Бейюе
Храм Бейюе (спрощ.: 北岳庙; кит. трад.: 北嶽廟; піньїнь: Běi Yùe Mìao; літ.: 'Храм Північної Вершини') — даоський храм, що розташований у повіті Цюйян, провінції Хебей, Китайської Народної республіки. Храм використовувався для здійснення жертвоприношення до гори Хен імператорами династії Сун у той час, коли гору займала династія Ляо. Зал Денін храму є найбільшою, найранішою та однією з найважливіших дерев'яних будівель династії Юань, що збереглись. Храм також має три брами, восьмикутний павільйон та багато древніх стел.

## Історія
Вперше храм Бейюе було закладено або за династії Північна Вей (386—584) або за династії Тан (618—907), але може бути, що це місце використовувалось ще аж у 2 столітті до н. е. династією Хань. Храм двічі відбудовувався, вперше у 991, після того, як його було знищено Кидані у 950-ті, а вдруге в 1270. Відповідно до збереженого зображення храму з місцевої історії Цюйяну, що датується 1672, храм на цей час вже набув сучасного вигляду.
У часи династії Сун, храм Бейюе використовувався як альтернативне місце для жертвоприношення до Північної Вершини, гори Хен, однієї зі священних гір у даосизмі. Упродовж цього часу, гора Хен контролювалась династією Ляо (916—1125). З метою підтримувати політичну легітимність та отримувати даоську підтримку, храм Бейюе імператором Сун було обрано місцем жертвоприношення до Шеншан. Навіть попри те, що гора не контролювалась Сун, вони були переконані, що «геомантична жила» що направить їх жертви може прорубатись крізь контрольовану ворогом територію й досягнути мети.

## Архітектура

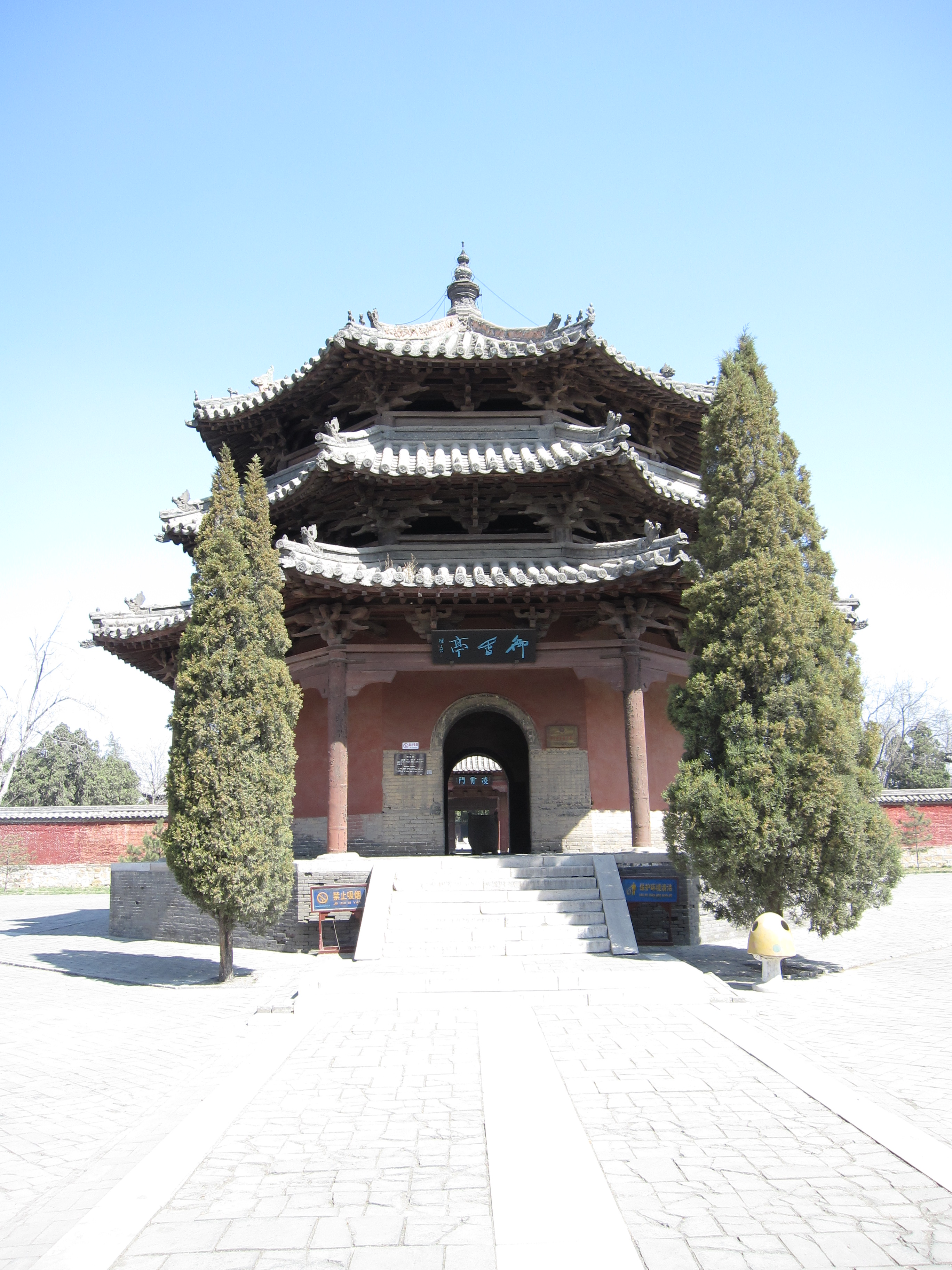
Павільйон Тяньї

Храм Бейюе розташовується на осі північ-південь і складається з шести будівель, що збереглись. З півдня на північ цими будівлями є: брама, восьмикутна будівля, що називається Павільйон Тяньї(天一阁), який було збудовано у часи династії Мін, ще дві брами, а також зал Денін (德宁殿). Велика платформа перед залом Денін зараз слугує для представлення залишків кам'яних скульптур, але раніше на цьому місці розташовувався інший зал. Відповідно до знаків у храмі, багато будівель було перебудовано у кінці 20 століття.
Стіна, що оточує храм, раніше була частиною міського муру, що оточував Цюйян. Південня брама храму раніше виконувала роль однієї з головних міських брам. Окрім залишку, що є частиною цього храму, від цієї стіни нічого не залишилось. На території храму також розташовано понад 137 стел, що датуються від династії Північна Вей до династії Цін.

### Зал Денін
Зал Денін є головним залом храму, його було збудовано у 1270 році за часів династії Юань. Перед залом розташована масивна платформа, відома як юетай (月台, буквально — місячна платформа), розмірами 25 на 20 метрів. До так само розташованого на дуже високій платформі залу Денін можна дістатись або центральними східцями, або одними з двох бокових східців, що прикріплені до юетай. Периметр платформи оточує біла мармурова балюстрада, що прикрашена левами. Сам зал має сім на чотири травеї та оточений критою аркадою. Відповідно до Їнцзао Фаши, архітектурного трактату династії Сун, зал Денін має кронштейни колон шостого типу пуцзо для підтримки свого даху. Цей тип кронштейнів має три поперечні та три горизонтальні опори. Кронштейни пуцзо є найбільш складними та встояли від династії Юань. На основі складного кронштейнування, мармурової балюстради та висоти платформи Штейнхардт визначає зал Денін як один з найвизначніших та найважливіших дерев'яних залів періоду Юань, що збереглись. Ці характеристики також близько збігаються з описами архітектури Монгольської столиці, що означає, що зал Денін є представником архітектури тепер втраченої монгольської столиці Даду (тепер Пекін).
На трьох стінах залу Денін є даоські розписи. Стверджується, що розписи західної стіни було зроблено за династії Тан. Вони сягають 17 на 7 метрів та зображують місцеве божество води з критою істотою угорі. Розмірами подібний до західного розпису, східний зображує Царя драконів. У залі є дев'ять статуй, усі з менш давніх періодів, ніж сам зал.